# Elena Pankratova
Elena Pankratova (russisch Елена Панкратова Jelena Pankratowa; * um 1970 in  Jekaterinburg) ist eine russische Opern- und Konzertsängerin, Chordirigentin und Gesangspädagogin in der Stimmlage Sopran.

## Wirken
Die Künstlerin erhielt in ihrer Heimatstadt eine fundierte musikalische Ausbildung, zunächst als Pianistin, Chordirigentin und Musikpädagogin. Ihr Diplom als Opern- und Konzertsängerin sowie als Gesangspädagogin legte sie am Sankt Petersburger Konservatorium  ab. Renata Scotto, Ingrid Kremling, Giovanna Canetti und Maria Chiara waren ihre Gesangslehrerinnen. Ihr Operndebüt gab sie 1997 als Amelia in Un ballo in maschera am Opernhaus Nürnberg. Genannte Rolle sang sie später an den Musikbühnen in Mainz, Bremen, sowie im sizilianischen Trapani. Elena Pankratovas internationaler Durchbruch erfolgte 2010 in der Rolle der Färberin in Die Frau ohne Schatten beim Maggio Musicale Fiorentino. Diese Partie sang sie auch mit großem Erfolg an der Mailänder Scala, am Teatro Colón in Buenos Aires, an der Bayerischen Staatsoper, am Covent Garden, an der Königlichen Oper (Kopenhagen) und an der Staatsoper Unter den Linden. Des Weiteren war sie als Kundry im Parsifal und als Ortrud im Lohengrin bei den Bayreuther Festspielen zu erleben. 2022 sang die Sopranistin die Ortrud bei den Salzburger Festspielen. Weitere Gastengagements führten die Sopranistin u. a. an die Opernhäuser von Barcelona, Wien, Brüssel, Paris, Berlin, Dresden, Genf, Neapel, Lyon, Amsterdam und St. Petersburg. Für ihre Interpretationen der Kundry in Bayreuth und der Färberin in Berlin wurde sie mit dem Opernpreis Casta Diva als beste Sängerin des Jahres 2018 ausgezeichnet.
Die Sopranistin ist seit 2015 als Gesangsprofessorin an der Universität für Musik und darstellende Kunst Graz tätig. Außerdem gibt sie weltweit Meisterkurse und Workshops und wirkt als Jurorin bei renommierten Gesangswettbewerben. Neben ihrer Bühnenpräsenz ist die Künstlerin eine international gefragte Konzertsängerin.
Elena Pankratova ist mit dem Gesangspädagogen Vitaly Zapryagaev verheiratet.

## Auszeichnung
- 2018  „Casta Diva“ als beste Opernsängerin

## CD
- Mussorgskys „Lieder und Tänze des Todes“ ist 2014 bei EDEL Classics veröffentlicht. Die CD wurde für den Preis der Deutschen Schallplattenkritik nominiert.

## Repertoire (Auswahl)
- Brünhild|Brünnhilde (Siegfried),
- Venus (Tannhäuser)
- Sieglinde (Die Walküre),
- Amelia (Un ballo in maschera),
- Senta (Der fliegende Holländer)
- Santuzza (Cavalleria rusticana)
- Rosalinde (Die Fledermaus)
- Floria Tosca Tosca,
- Leonore Fidelio
- Ariadne  Ariadne auf Naxos
- Turandot Turandot
- Abigaille (Nabucco)